# Partecipanti alla Volta ao Algarve 2024
Elenco dei partecipanti alla Volta ao Algarve 2024.
La Volta ao Algarve 2024 è stata la cinquantesima edizione della corsa. Alla competizione presero parte venticinque squadre: tredici con licenza UCI World Tour 2024, tre UCI ProTeam e nove UCI Continental Team.
Ciascuna delle squadre è composta da sette ciclisti, per un totale di 175 ciclisti accreditati alla partenza.

## Corridori per squadra
Nota: R ritirato, NP non partito, FT fuori tempo, SQ squalificato
| Bora-Hansgrohe                   | Bora-Hansgrohe                   | Bora-Hansgrohe                   | Alpecin-Deceuninck               | Alpecin-Deceuninck               | Alpecin-Deceuninck               | Arkéa-B&B Hotels                      | Arkéa-B&B Hotels                      | Arkéa-B&B Hotels                      |                 |
| -------------------------------- | -------------------------------- | -------------------------------- | -------------------------------- | -------------------------------- | -------------------------------- | ------------------------------------- | ------------------------------------- | ------------------------------------- | --------------- |
| N°                               | Ciclista                         | Clas.                            | N°                               | Ciclista                         | Clas.                            | N°                                    | Ciclista                              | Clas.                                 |                 |
| 1                                | Daniel Martínez                  | 2°                               | 11                               | Quinten Hermans                  | 36°                              | 21                                    | Arnaud Démare                         | 103°                                  |                 |
| 2                                | Bob Jungels                      | 15°                              | 12                               | Lars Boven                       | 95°                              | 22                                    | Jenthe Biermans                       | 58°                                   |                 |
| 3                                | Marco Haller                     | 123°                             | 13                               | Tobias Bayer                     | 49°                              | 23                                    | Donavan Grondin                       | R 5ª                                  |                 |
| 4                                | Sergio Higuita                   | 14°                              | 14                               | Edward Planckaert                | 113°                             | 24                                    | Thibault Guernalec                    | 64°                                   |                 |
| 5                                | Jordi Meeus                      | 134°                             | 15                               | Xandro Meurisse                  | 71°                              | 25                                    | Daniel McLay                          | 121°                                  |                 |
| 6                                | Maximilian Schachmann            | 34°                              | 16                               | Stan Van Tricht                  | NP 4ª                            | 26                                    | Florian Sénéchal                      | 92°                                   |                 |
| 7                                | Alexander Hajek                  | NP 2ª                            | 17                               | Luca Vergallito                  | 17°                              | 27                                    | Martin Tjøtta                         | 53°                                   |                 |
| Astana Qazaqstan Team            | Astana Qazaqstan Team            | Astana Qazaqstan Team            | EF Education-EasyPost            | EF Education-EasyPost            | EF Education-EasyPost            | Groupama-FDJ                          | Groupama-FDJ                          | Groupama-FDJ                          |                 |
| N°                               | Ciclista                         | Clas.                            | N°                               | Ciclista                         | Clas.                            | N°                                    | Ciclista                              | Clas.                                 |                 |
| 31                               | Samuele Battistella              | 51°                              | 41                               | Stefan Bissegger                 | 99°                              | 51                                    | Stefan Küng                           | 9°                                    |                 |
| 32                               | Simone Velasco                   | 19°                              | 42                               | Rui Costa                        | R 3ª                             | 52                                    | Lewis Askey                           | 86°                                   |                 |
| 33                               | Evgenij Fëdorov                  | 70°                              | 43                               | Ben Healy                        | 4°                               | 53                                    | Olivier Le Gac                        | 59°                                   |                 |
| 34                               | Anton Kuzmin                     | 111°                             | 44                               | Mikkel Honoré                    | 25°                              | 54                                    | Valentin Madouas                      | 32°                                   |                 |
| 35                               | Igor' Čžan                       | 73°                              | 45                               | James Shaw                       | 23°                              | 55                                    | Enzo Paleni                           | 68°                                   |                 |
| 36                               | Christian Scaroni                | 11°                              | 46                               | Michael Valgren                  | 44°                              | 56                                    | Clément Russo                         | 102°                                  |                 |
| 37                               | Max Walker                       | 54°                              | 47                               | Marijn van den Berg              | R 3ª                             | 57                                    | Marc Sarreau                          | 115°                                  |                 |
| Ineos Grenadiers                 | Ineos Grenadiers                 | Ineos Grenadiers                 | Intermarché-Wanty                | Intermarché-Wanty                | Intermarché-Wanty                | Lidl-Trek                             | Lidl-Trek                             | Lidl-Trek                             |                 |
| N°                               | Ciclista                         | Clas.                            | N°                               | Ciclista                         | Clas.                            | N°                                    | Ciclista                              | Clas.                                 |                 |
| 61                               | Thymen Arensman                  | 5°                               | 71                               | Vito Braet                       | 85°                              | 81                                    | Andrea Bagioli                        | 31°                                   |                 |
| 62                               | Filippo Ganna                    | 46°                              | 72                               | Rune Herregodts                  | 24°                              | 82                                    | Tao Geoghegan Hart                    | 12°                                   |                 |
| 63                               | Kim Heiduk                       | 62°                              | 73                               | Hugo Page                        | 114°                             | 83                                    | Daan Hoole                            | 66°                                   |                 |
| 64                               | Thomas Pidcock                   | 6°                               | 74                               | Adrien Petit                     | 118°                             | 84                                    | Sam Oomen                             | NP 3ª                                 |                 |
| 65                               | Luke Rowe                        | 112°                             | 75                               | Laurenz Rex                      | 120°                             | 85                                    | Jasper Stuyven                        | 29°                                   |                 |
| 66                               | Magnus Sheffield                 | 18°                              | 76                               | Mike Teunissen                   | 60°                              | 86                                    | Edward Theuns                         | 106°                                  |                 |
| 67                               | Geraint Thomas                   | 65°                              | 77                               | Gerben Thijssen                  | 129°                             | 87                                    | Mathias Vacek                         | 87°                                   |                 |
| Soudal Quick-Step                | Soudal Quick-Step                | Soudal Quick-Step                | Team DSM-Firmenich PostNL        | Team DSM-Firmenich PostNL        | Team DSM-Firmenich PostNL        | Team Visma-Lease a Bike               | Team Visma-Lease a Bike               | Team Visma-Lease a Bike               |                 |
| N°                               | Ciclista                         | Clas.                            | N°                               | Ciclista                         | Clas.                            | N°                                    | Ciclista                              | Clas.                                 |                 |
| 91                               | Mattia Cattaneo                  | 48°                              | 101                              | John Degenkolb                   | 77°                              | 111                                   | Wout Van Aert                         | 7°                                    |                 |
| 92                               | Remco Evenepoel                  | 1°                               | 102                              | Pavel Bittner                    | 89°                              | 112                                   | Sepp Kuss                             | 8°                                    |                 |
| 93                               | James Knox                       | 42°                              | 103                              | Gijs Leemreize                   | 20°                              | 113                                   | Tiesj Benoot                          | NP 4ª                                 |                 |
| 94                               | Mikel Landa                      | 16°                              | 104                              | Niklas Märkl                     | 116°                             | 114                                   | Per Strand Hagenes                    | 39°                                   |                 |
| 95                               | Pieter Serry                     | 91°                              | 105                              | Martijn Tusveld                  | 61°                              | 115                                   | Jan Tratnik                           | 3°                                    |                 |
| 96                               | Warre Vangheluwe                 | 136°                             | 106                              | Casper van Uden                  | 83°                              | 116                                   | Milan Vader                           | 35°                                   |                 |
| 97                               | Louis Vervaeke                   | 69°                              | 107                              | Bram Welten                      | 131°                             | 117                                   | Julien Vermote                        | 104°                                  |                 |
| UAE Team Emirates                | UAE Team Emirates                | UAE Team Emirates                | Caja Rural-Seguros RGA           | Caja Rural-Seguros RGA           | Caja Rural-Seguros RGA           | Tudor Pro Cycling Team                | Tudor Pro Cycling Team                | Tudor Pro Cycling Team                |                 |
| N°                               | Ciclista                         | Clas.                            | N°                               | Ciclista                         | Clas.                            | N°                                    | Ciclista                              | Clas.                                 |                 |
| 121                              | Isaac Del Toro                   | NP 5ª                            | 131                              | Daniel Babor                     | 143°                             | 141                                   | Luc Wirtgen                           | 88°                                   |                 |
| 122                              | Filippo Baroncini                | 33°                              | 132                              | Julen Arriola-Bengoa             | 63°                              | 142                                   | Robin Froidevaux                      | 108°                                  |                 |
| 123                              | Jan Christen                     | 22°                              | 133                              | Tomáš Bárta                      | 137°                             | 143                                   | Arthur Kluckers                       | R 5ª                                  |                 |
| 124                              | Marc Hirschi                     | 43°                              | 134                              | Jaume Guardeño                   | 50°                              | 144                                   | Marius Mayrhofer                      | 79°                                   |                 |
| 125                              | António Morgado                  | 10°                              | 135                              | Gorka Sorarrain                  | 76°                              | 145                                   | Lucas Eriksson                        | 52°                                   |                 |
| 126                              | Rui Oliveira                     | 107°                             | 136                              | Eduard Prades                    | 27°                              | 146                                   | Matteo Trentin                        | 75°                                   |                 |
| 127                              | Nils Politt                      | 30°                              | 137                              | Michal Schlegel                  | 96°                              | 147                                   | Yannis Voisard                        | 13°                                   |                 |
| Uno-X Mobility                   | Uno-X Mobility                   | Uno-X Mobility                   | ABTF Betão–Feirense              | ABTF Betão–Feirense              | ABTF Betão–Feirense              | AP Hotels & Resorts-Tavira-SC Farense | AP Hotels & Resorts-Tavira-SC Farense | AP Hotels & Resorts-Tavira-SC Farense |                 |
| N°                               | Ciclista                         | Clas.                            | N°                               | Ciclista                         | Clas.                            | N°                                    | Ciclista                              | Clas.                                 |                 |
| 151                              | Magnus Cort Nielsen              | 21°                              | 161                              | Diogo Oliveira                   | FT 4ª                            | 171                                   | Ruben Simão                           | FT 4ª                                 |                 |
| 152                              | Markus Hoelgaard                 | 28°                              | 162                              | Afonso Eulálio                   | R 5ª                             | 172                                   | Afonso Silva                          | 38°                                   |                 |
| 153                              | Andreas Leknessund               | 45°                              | 163                              | Óscar Cabedo                     | 90°                              | 173                                   | Miguel Salgueiro                      | 128°                                  |                 |
| 154                              | Erik Resell                      | 84°                              | 164                              | Fábio Oliveira                   | FT 4ª                            | 174                                   | Diogo Barbosa                         | 133°                                  |                 |
| 155                              | Rasmus Tiller                    | 41°                              | 165                              | Ivo Pinheiro                     | 94°                              | 175                                   | José Bicho                            | 141°                                  |                 |
| 156                              | Jonas Abrahamsen                 | 72°                              | 166                              | Fábio Costa                      | 100°                             | 176                                   | Francisco Campos                      | FT 4ª                                 |                 |
| 157                              | Martin Urianstad                 | 47°                              | 167                              | Pedro Silva                      | 126°                             | 177                                   | Euclides Chingui                      | 147°                                  |                 |
| Aviludo-Louletano-Loulé Concelho | Aviludo-Louletano-Loulé Concelho | Aviludo-Louletano-Loulé Concelho | Credibom-LA Alumínios-Marcos Car | Credibom-LA Alumínios-Marcos Car | Credibom-LA Alumínios-Marcos Car | Efapel Cycling                        | Efapel Cycling                        | Efapel Cycling                        |                 |
| N°                               | Ciclista                         | Clas.                            | N°                               | Ciclista                         | Clas.                            | N°                                    | Ciclista                              | Clas.                                 |                 |
| 181                              | Daniel Viegas                    | 57°                              | 191                              | Emanuel Duarte                   | 55°                              | 201                                   | Joaquim Silva                         | R 5ª                                  |                 |
| 182                              | Nicolás Tivani                   | 145°                             | 192                              | Luís Fernandes                   | R 5ª                             | 202                                   | Alexander Grigoriev                   | FT 4ª                                 |                 |
| 183                              | Sergio García                    | 67°                              | 193                              | Alexandre Montez                 | 101°                             | 203                                   | António Ferreira                      | R 5ª                                  |                 |
| 184                              | Tomás Contte                     | 135°                             | 194                              | Rodrigo Caixas                   | R 5ª                             | 204                                   | Santiago Mesa                         | 127°                                  |                 |
| 185                              | Carlos Oyarzún                   | 105°                             | 195                              | Diogo Narciso                    | R 5ª                             | 205                                   | Henrique Casimiro                     | 82°                                   |                 |
| 186                              | David Domínguez                  | 80°                              | 196                              | François Vie                     | R 5ª                             | 206                                   | Abner González                        | 37°                                   |                 |
| 187                              | Tomás Martins                    | 144°                             | 197                              | Gonçalo Leaça                    | 122°                             | 207                                   | Keegan Swirbul                        | 124°                                  |                 |
| Kelly–Simoldes–UDO               | Kelly–Simoldes–UDO               | Kelly–Simoldes–UDO               |                                  | Rádio Popular-Paredes-Boavista   | Rádio Popular-Paredes-Boavista   | Rádio Popular-Paredes-Boavista        | Sabgal-Anicolor                       | Sabgal-Anicolor                       | Sabgal-Anicolor |
| N°                               | Ciclista                         | Clas.                            | N°                               | Ciclista                         | Clas.                            | N°                                    | Ciclista                              | Clas.                                 |                 |
| 211                              | Luís Gomes                       | 93°                              | 221                              | César Fonte                      | 98°                              | 231                                   | Frederico Figueiredo                  | 81°                                   |                 |
| 212                              | Rui Carvalho                     | 119°                             | 222                              | Hugo Nunes                       | 56°                              | 232                                   | André Carvalho                        | R 5ª                                  |                 |
| 213                              | Francisco Guerreiro              | 109°                             | 223                              | Raúl Rota                        | R 5ª                             | 233                                   | Luís Mendonça                         | 110°                                  |                 |
| 214                              | Tiago Ferreira                   | FT 4ª                            | 224                              | Francisco Peñuela                | 40°                              | 234                                   | Gabriel Baptista                      | 140°                                  |                 |
| 215                              | Duarte Mixão                     | FT 4ª                            | 225                              | Tiago Leal                       | 117°                             | 235                                   | Duarte Domingues                      | 125°                                  |                 |
| 216                              | Noah Campos                      | 142°                             | 226                              | João Martins                     | 146°                             | 236                                   | Oliver Rees                           | 74°                                   |                 |
| 217                              | André Ribeiro                    | 139°                             | 227                              | Hélder Gonçalves                 | 26°                              | 237                                   | Rafael Reis                           | 78°                                   |                 |
| Tavfer–Ovos Matinados–Mortágua   |                                  |                                  |                                  |                                  |                                  |                                       |                                       |                                       |                 |
| N°                               | Ciclista                         | Clas.                            |                                  |                                  |                                  |                                       |                                       |                                       |                 |
| 241                              | Gonçalo Carvalho                 | 132°                             |                                  |                                  |                                  |                                       |                                       |                                       |                 |
| 242                              | Bruno Silva                      | 97°                              |                                  |                                  |                                  |                                       |                                       |                                       |                 |
| 243                              | João Matias                      | 138°                             |                                  |                                  |                                  |                                       |                                       |                                       |                 |
| 244                              | Francisco Morais                 | R 5ª                             |                                  |                                  |                                  |                                       |                                       |                                       |                 |
| 245                              | Leangel Linarez                  | R 5ª                             |                                  |                                  |                                  |                                       |                                       |                                       |                 |
| 246                              | César Martingil                  | 130°                             |                                  |                                  |                                  |                                       |                                       |                                       |                 |
| 247                              | Gonçalo Amado                    | R 2ª                             |                                  |                                  |                                  |                                       |                                       |                                       |                 |